# Парламентские выборы в Казахстане (2007)
Досрочные выборы в мажилис парламента Республики Казахстан в 2007 году прошли 18 августа (по партийным спискам) и 20 августа (выборы депутатов от Ассамблеи народа Казахстана). Проведение выборов было связано с принятием в мае 2007 года поправок в Конституцию Казахстана, согласно которым количество депутатов мажилиса было увеличено с 77 до 107 человек, при этом были отменены одномандатные избирательные округа — согласно им депутаты избирались по партийному списку и ассамблеей народа Казахстана. 20 июня 2007 года Президент Казахстана Нурсултан Назарбаев подписал Указ, в соответствии с которым третий созыв мажилиса парламента был досрочно распущен и были назначены досрочные выборы.
В парламентских выборах приняли участие семь политических партий: Народно-демократическая партия «Нур-Отан», Общенациональная социал-демократическая партия, Демократическая партия Казахстана «Ак жол», Казахстанская социал-демократическая партия «Ауыл», Коммунистическая Народная партия Казахстана, Партия патриотов Казахстана и Партия «Руханият». По итогам выборов по партийному списку в мажилис прошли только представители пропрезидентской партии «Нур-Отан», которая по данным Центральной избирательной комиссии Казахстана набрала 88,05 % голосов избирателей при явке избирателей 64,56 %.

## Выдвижение и регистрация кандидатов
98 депутатов избирались по партийным спискам на основе всеобщего, равного и прямого избирательного права при тайном голосовании. 9 депутатов мажилиса избирались Ассамблеей народа Казахстана. В соответствиями с требованиями действующей конституции и Закона о выборах депутатом мог стать гражданин Казахстана, достигший возраста двадцати пяти лет и постоянно проживающий на территории страны последние десять лет, не имеющий судимость, которая не погашена или не снята в установленном законом порядке.
Выдвигать кандидатов в депутаты по партийным спискам имели право зарегистрированные политические партии, кандидатов в депутаты, избираемых Ассамблеей народа Казахстана — совет Ассамблеи. Выдвижение кандидатов по партийным спискам проходило с 22 июня по 11 июля 2007 года, избираемых Ассамблеей — с 4 августа по 9 августа 2007 года.
Для регистрацией Центральной избирательной комиссией партийных списков был выделен период с 22 июня по 17 июля 2007 года, для кандидатов от совета Ассамблеи народа Казахстана — с 9 августа до 14 августа 2007 года.
Центральная избирательная комиссия зарегистрировала полностью только заявленный партийный список ОСДП — 80 человек, среди оставшихся шести партий получили отказ из-за несоответствия требованиям или подали самоотвод 30 кандидатов.

## Результаты
По итогам выборов в мажилис прошли 39 депутатов из корпуса прошлого созыва, 24 человека представляли органы государственного управления, 19 — органы местного управления, 8 — структуры бизнеса, 8 — структуры образования, науки и культуры, 9 — из других сфер.
42 депутата имели инженерное образование различных степеней, 34 — юридическое, 23 — педагогическое, 21 — экономическое, 9 — сельскохозяйственное. 35 депутатов имели два высших образования. 15 депутатов имели степень доктора наук, 27 — кандидата наук. В мажилисе 15 докторов и 27 кандидатов наук.
В национальном разрезе среди избранных депутатов — 82 казаха, 17 русских, 2 немца и по одному белорусу, балкарцу, корейцу, украинцу, узбеку и уйгуру. Количество женщин — 17. Средний возраст депутатов мажилиса четвёртого созыва составил на момент избрания 52 года.

### Результаты выборов в мажилис по партийным спискам
Выборы депутатов мажилиса парламента Республики казахстан по партийному списку прошли 18 августа 2007 года. Явка избирателей составила 64,56 %. По итогам выборов ни одна из политических партий кроме партии «Нур-Отан» не преодолела семипроцентный порог, необходимый для попадания в Мажилис. Партия патриотов Казахстана и Партия «Руханият» по итогам выборов набрали голосов меньше количества зарегистрированных членов партии.
| Политические партии                                | Количество голосов | В процентах | Количество мест в Мажилисе |
| -------------------------------------------------- | ------------------ | ----------- | -------------------------- |
| Народно-демократическая партия «Нур-Отан»          | 5 174 169          | 88,41 %     | 98                         |
| Общенациональная социал-демократическая партия     | 271 525            | 4,54 %      | 0                          |
| Демократическая партия Казахстана «Ак жол»         | 192 155            | 3,09 %      | 0                          |
| Казахстанская социал-демократическая партия «Ауыл» | 93 023             | 1,51 %      | 0                          |
| Коммунистическая народная партия Казахстана        | 77 274             | 1,29 %      | 0                          |
| Партия патриотов Казахстана                        | 44 175             | 0,78 %      | 0                          |
| Партия «Руханият»                                  | 24 308             | 0,37 %      | 0                          |

### Результаты выборов депутатов от Ассамблеи народа Казахстана
Голосование Ассамблеи народа Казахстана состоялось 20 августа 2007 года во Дворце мира и согласия (Астана). В тайном голосовании приняли участие 337 членов Ассамблеи народа Казахстана. Список кандидатов состоял из 9 человек, которые были выдвинуты советом Ассамблеи. По итогам голосования все они были избраны депутатами мажилиса парламента. Все кандидаты на момент выборов были беспартийными.
| Кандидаты в депутаты             | Национальность | Должность на дату голосования | Количество голосов | В процентах избирателей |
| -------------------------------- | -------------- | --- | ------------------ | ----------------------- |
| Ахмадиев Мурат Абдуреимович      | уйгур          | директор уйгурского театра имени К. Кужамьярова | 312                | 93,13 %                 |
| Вишниченко Валерий Георгиевич    | украинец       | заместитель председателя, заведующий секретариатом малой Ассамблеи народа Казахстана Костанайской области                                           | 310                | 92,54 %                 |
| Каппель Егор Яковлевич           | немец          | аким Ерейментауского района Акмолинской области | 300                | 89,55 %                 |
| Питаленко Леонид Николаевич      | белорус        | председатель Белорусского культурного центра (Алма-Ата)                                                                                             | 314                | 93,73 %                 |
| Полищук Раиса Ивановна           | русская        | заместитель председателя областного общества славянской культуры «Лад», директор гимназии № 1 Петропавловска                                        | 295                | 88,06 %                 |
| Садвакасов Кайрат Кутумович      | казах          | заместитель заведующего Секретариатом Ассамблеи народа Казахстана                                                                                   | 297                | 88,66 %                 |
| Халмурадов Розакул Сатыбалдиевич | узбек          | президент ассоциации общественных объединений узбеков «Достлик» Южно-Казахстанской области                                                          | 314                | 93,73 %                 |
| Хочиева Людмила Хисаевна         | балкарка       | председатель карачаево-балкарского культурного центра                                                                                               | 310                | 92,54 %                 |
| Цой Виктор Евгеньевич            | кореец         | президент общественного фонда «Социальный консорциум Ассамблеи народа Казахстана», председатель совета директоров строительной корпорации «Ак ауыл» | 304                | 90,75 %                 |

## Избранные депутаты
По партийному списку Народно-Демократической партии «Нур Отан» на 25.08.2007
1. Абенов, Мурат Абдуламитович
2. Аимбетов, Сеитсултан Сулейменович
3. Айсина, Майра Араповна
4. Алимжанов, Бекен Окенович
5. Альзаков, Ерзат Валиханович
6. Апсалямов, Ерболат Надирбекович
7. Асанов, Жакип Кажманович
8. Асанов, Турарбек Мажилович
9. Баймагамбетова, Багила Бирмагамбетовна
10. Баймаганбетов, Серик Нуртаевич
11. Бейсенбаев, Аскар Асанович
12. Бекенов, Асхат Сакибеденович
13. Бекжанов, Берик Айдарбекович
14. Бектуреев, Устемир Райымбекович
15. Бердонгаров, Танирберген Маратович
16. Бижанов, Керимжан Ксенбаевич
17. Бисенов, Кылышбай Алдабергенович
18. Бобров, Владимир Яковлевич
19. Бурханов, Камал Низамович
20. Бычкова, Светлана Федоровна
21. Геллерт, Наталья Владимировна
22. Джазин, Аманжол
23. Джакупов, Кабибулла Кабенович
24. Дмитриенко, Петр Гаврилович
25. Доскалиев, Жаксылык Акмурзаевич
26. Доскалов, Валерий Алексеевич
27. Дуйсебаев, Жексенбай Картабаевич
28. Дьяченко, Сергей Александрович
29. Елеубаев, Узаккали Биалаевич
30. Есжанов, Сауырбай Колбайулы
31. Есилов, Сансызбай Сейтжанович
32. Жамалов, Аманжан Макаримович
33. Жараспаев, Алияр Арыстанович
34. Жумагулов, Бакытжан Турсынович
35. Ибрагимов, Сатыбалды Тлемисович
36. Исакулов, Ержан Бекбауович
37. Исимбаева, Гульмира Истайбековна
38. Итегулов, Марал Сергазиевич
39. Кадамбаев, Токтарбай Кадамбаевич
40. Калижанов, Уалихан Калижанулы
41. Карагусова, Гульжана Джанпеисовна
42. Киянский, Виктор Владимирович
43. Клебанова, Дарья Владимировна
44. Кожахметов, Сарсенбай Нургалиевич
45. Конакбаев, Серик Керимбекович
46. Конарбай, Болат Кайроллаулы
47. Конурбаев, Валихан Сиянбекович
48. Космамбетов, Тулебек
49. Котович, Валерий Николаевич
50. Кусаинов, Даулбай Мейрамович
51. Мадинов, Ромин Ризович
52. Медеуов, Усенгельды Умиржанович
53. Милютин, Александр Александрович
54. Момышев, Амангельды Аршабаевич
55. Мукашев, Рахмет Жолдыбаевич
56. Мукашев, Серикжан Шайзадаулы
57. Мусин, Аслан Еспуллаевич
58. Мухамеджанов, Урал Байгунсович
59. Мырзахметов, Шалатай
60. Нехорошев, Владимир Анфианович
61. Нигматулин, Ерлан Зайруллаевич
62. Нукетаева, Динар Жусупалиевна
63. Омаров, Ермухамбет Омарович
64. Оразалинов, Илюбай Атагаевич
65. Оспанов, Серик Жамекулы
66. Онербаев, Нурлан Алтаевич
67. Пшембаев, Мейрам Кудайбергенович
68. Рамазанов, Еркин Амануллинович
69. Рахметов, Ержан Оразович
70. Рогалев, Виктор Павлович
71. Рустемов, Нурбах Турарович
72. Сабильянов, Нуртай Салихулы
73. Сагадиев, Кенжегали Абенович
74. Самакова, Айткуль Байгазиевна
75. Сарпеков, Рамазан Кумарбекович
76. Сарсенов, Нурдаулет Жумагулович
77. Сейтмаганбетова, Гулнар Сулейменовна
78. Смаилов, Бауыржан Амангельдинович
79. Смайыл, Алдан Зейноллаулы
80. Соловьева, Айгуль Сагадибековна
81. Сулейменов, Жарасбай Кабдоллинович
82. Сыздыков, Тито Уахапович
83. Сыздыкова, Бакыт Ахметовна
84. Тайжанов, Ерканат Шарапатович
85. Тарасенко, Елена Ивановна
86. Темирбулатов, Серик Габдуллаевич
87. Тиникеев, Мухтар Бакирович
88. Тлеубердин, Алтай Аблаевич
89. Тлеухан, Бекболат Канаевич
90. Токпакбаев, Сат Бесимбаевич
91. Турецкий, Николай Николаевич
92. Турсунов, Азамат Жанабильевич
93. Турсунов, Сагинбек Токабаевич
94. Утегенов, Амангос Титауович
95. Уали, Курмангали Уалиулы
96. Утемисов, Шавкат Анесович
97. Ферхо, Светлана Ивановна
98. Чиркалин, Иван Федорович
99. Шаекин, Рауан Михайлович
100. Яковлева, Татьяна Ивановна

### Результаты выборов депутатов от Ассамблеи народа Казахстана
Голосование Ассамблеи народа Казахстана состоялось 20 августа 2007 года во Дворце мира и согласия (Астана). В тайном голосовании приняли участие 337 членов Ассамблеи народа Казахстана. Список кандидатов состоял из 9 человек, которые были выдвинуты советом Ассамблеи. По итогам голосования все они были избраны депутатами мажилиса парламента. Все кандидаты на момент выборов были беспартийными.

## Миссии наблюдения
Центральной избирательной комиссией было зарегистрировано 1129 международных наблюдателей, представляющие различные международные организации и иностранные государства. Делегация наблюдателей ОБСЕ составила 460 человек, СНГ — 448 человек, ШОС — 13 человек, Парламентской ассамблеи ОБСЕ — 64 человек, ПАСЕ — 7 человек, от различных иностранных государств — 137 представителей. Также было аккредитовано 176 журналистов иностранных СМИ. Наблюдение осуществляли также ряд казахстанских неправительственных организаций: «Республиканская сеть независимых наблюдателей» (около 2200 наблюдателей), «Общественный Комитет по контролю за выборами» (свыше 5000 наблюдателей), «Выборы и демократия» (100 наблюдателей) и другие.

### Положительные оценки
Наблюдатели Шанхайской организации сотрудничества не отметили ни одного нарушения выборного законодательства и признали выборы легитимными, свободными и демократическими. По словам заместителя генерального секретаря ШОС Гао Юйшена «выборы проходили в спокойной атмосфере, при полном соблюдении законодательства Казахстана. Имели место некоторые мелкие технические проблемы локального характера, которые не оказывают влияния в целом на ситуацию».
Миссия наблюдателей от СНГ также признала внеочередные выборы свободными и транспарентными. По словам Владимира Рушайло «выборы стали отражением стабильного социально-экономического развития государства, явились продолжением проводимых в стране политических реформ, важнейшим фактором дальнейшей демократизации жизни общества».
Положительную оценку выборам дали также наблюдатели из Польши, Турции, Индии и других стран.

### Отрицательные оценки
Наблюдатели от ОБСЕ признали, что «Несмотря на то, что эти выборы продемонстрировали прогресс в проведении предвыборного процесса и голосования, который мы приветствуем, ряд обязательств в рамках ОБСЕ и стандартов Совета Европы не были соблюдены. В частности это касается элементов нового избирательного законодательства и подсчета голосов».
Представители Республиканской сети независимых наблюдателей (РСНН) отметили, что «несмотря на некоторые улучшения в подготовке выборов и прозрачности в деятельности избирательных комиссий на стадии подготовки ко дню голосования выборы прошли с рядом нарушений, серьёзно повлиявших на результаты голосования».
Представители оппозиционных (ОСДП, «Ак жол»), а также ряда других партий не признали итогов выборов.